# Беликов, Сергей Григорьевич
Сергей Григорьевич Беликов (род. 25 октября 1954, Красногорск, Московская область, РСФСР, СССР) — советский и российский певец, музыкант, композитор. Заслуженный артист России (1999).
Наибольшую известность Беликову, пик популярности которого пришёлся на конец 1970-х и 1980-е годы, принесли лирико-романтические шлягеры «Сон-трава (У беды глаза зелёные)», «Живи, родник» (Песня-85), «Снится мне деревня».

## Биография
Сергей Беликов родился в семье водителя большегрузного МАЗа и диспетчера автотранспортной колонны. Окончил музыкальную школу, музыкально-педагогическое училище имени Октябрьской революции (народные инструменты), Московский государственный университет культуры и искусств (оркестровое дирижирование). Играть и петь начал на танцах в Красногорске. Профессиональную карьеру начал в 1971 году.
В 1970-е — 1980-е годы — музыкант популярных в тот период ансамблей «Самоцветы», «Аракс».
В середине 70-х в составе «Аракса» Беликов участвовал в резонансных музыкальных постановках Марка Захарова в театре «Ленком»: «Тиль», «Автоград XXI», «Звезда и смерть Хоакина Мурьеты». В это же время (1976) выходит диск Давида Тухманова «По волне моей памяти», где звучит «Сентиментальная прогулка» — одна из лучших композиций на альбоме.
Молодой вокалист Беликов благодаря своему редкому голосу привлёк внимание многих композиторов. В 70-х лирический тенор сотрудничал с Евгением Птичкиным, Александрой Пахмутовой, Юрием Антоновым, Вячеславом Добрыниным, Борисом Емельяновым и Александром Зацепиным, записывал песни к кинофильмам («31 июня», «Берегите женщин», «Опасные друзья», «Волшебный голос Джельсомино» и др.).
В 1980 году в составе «Аракса» участвовал в совместном проекте с Юрием Антоновым, который принёс популярные хиты «Золотая лестница», «Мечта сбывается», «Зеркало», «Двадцать лет спустя» и др. В этот период Беликов находился на пике популярности, занимая в конце 70-х — начале 80-х высокие места в хит-парадах в номинации «Лучший певец года», являлся артистом, к которому был прикован интерес слушателей и средств массовой информации.
С конца 1980 года вновь продолжил свою карьеру в ансамбле «Самоцветы». Этот период отмечен такими удачными работами, как «Зеркало и Шут», «Цветы на асфальте». Для ансамбля «Самоцветы» этот период примечателен довольно удачной работой над изменением звучания, в сторону осовременивания, и имиджа коллектива. Интерес к деятельности «Самоцветов» в этот период заметно возрастает.
С 1985 года начал сольную карьеру, которая отмечена новым этапом сотрудничества с Вячеславом Добрыниным, Борисом Емельяновым, Леонидом Дербенёвым, и хитами «Снится мне деревня» (Песня-87), «Не могу забыть». В 1985 году особый успех выпал на лирическую песню «Живи, родник!», которая становится визитной карточкой певца. С ней он впервые как солист выходит в финал Всесоюзного телефестиваля «Песня-85».
В 1991 году была создана футбольная сборная эстрадных звёзд России «Старко», идейными вдохновителями которой явились Виктор Резников, Юрий Давыдов, Михаил Муромов и Сергей Беликов, ставший в дальнейшем лучшим бомбардиром этой сборной (в юности Беликов играл в спортивном клубе «Красный Октябрь», был чемпионом и призёром первенства Москвы, начинал играть в дубле московского «Локомотива»). Пресса присвоила ему титул «Лучшего футболиста среди певцов и лучшего певца среди футболистов». До конца 90-х футбольно-музыкальный проект был очень популярным и востребованным (140 городов России и 6 стран Европы), и Беликов основное внимание в этот период уделяет проекту.
В начале 1990-х годов певец пережил нелёгкий период из-за немотивированного отказа централизованных концертных организаций устраивать его выступления.
Новый творческий импульс артист получил в 1994 году, когда был исполнен хит-сингл «Ночная гостья».
Сергей Беликов — исполнитель и участник создания художественного образа известных песен:
- «Сентиментальная прогулка» (1976, «По волне моей памяти»)
- «Сон-трава (У беды глаза зелёные)»
- «Алёшкина любовь»
- «Всё, что в жизни есть у меня»
- «Радуга (На тебя я, как на радугу, смотрю)»
- «Зеркало» (бэки)
- «Не забывай (Мечта сбывается)» (бэки)
- «Золотая лестница» (бэки)
- «Мне с детства снилась высота»
- «Зеркало и шут»
- «Живи, родник»
- «Снится мне деревня» (1987, Песня-87)
- «Добро пожаловать»
- «Ночная гостья»
- «Когда-нибудь (ещё мы вспомним)»
- «Стань звездой»
- «Удивительные кони»
- «Будь за меня спокоен (Лети, лети, лети со мною, моя мечта)»
- «Ноктюрн»

Как исполнитель отмечен в ряде музыкальных энциклопедий.
Весной 2012 года принял участие в концерте памяти Александра Барыкина в «Крокус-сити холле».

## Личная жизнь
Женат.
- сын Григорий, музыкант
  - внук Тимофей
- дочь Наталья, с 1996 года живёт в Лондоне
  - внучка Джордан (род. 1997)[2]

Проживает в Москве, недалеко от ВДНХ.

## Песни в кино
- 1977 — Волшебный голос Джельсомино — Джельсомино
- 1978 — 31 июня — сэр Генри
- 1979 — Опасные друзья
- 1981 — Берегите женщин — исполнение песни «Радуга»
- 1985 — Мама, я жив

## Интервью
- Колпаков Валерий, Соловьёв Сергей, Симонян Георгий. «Сентиментальные прогулки» с Сергеем Беликовым: Интервью с Сергеем Беликовым (ноябрь 2011 — апрель 2012). Вокально-инструментальная эра. Дата обращения: 21 февраля 2017.

## Участие в документальных фильмах
- Михалёв Алексей. На своей волне: Документальный фильм. Россия-24 (1 января 2017). Дата обращения: 16 января 2017. (видео)